# Indrabhuti Gautama
Indrabhuti Gautama appelé aussi Swami Gautama était le premier des disciples en chef du vingt-quatrième Maître éveillé du jaïnisme: le Tirthankara Mahâvîra. Ils furent onze ganadharas au total à s'occuper des 14000 ascètes qui suivaient Mahâvîra. L'histoire a retenu le nom de Swami Gautama qui était brâhmane d'origine; cependant deux de ses frères sont aussi devenus des disciples du Maître: Agnibhuti et Vayubhuti. Swami Gautama a beaucoup aidé Mahâvîra pour l'aspect matériel du quotidien, mais aussi dans la diffusion de son enseignement. Il a atteint l'illumination 12 ans après son Maître. Depuis le Moyen Âge, Swami Gautama est devenu presque un saint dans le cœur des croyants. Ces derniers lui trouvent des qualités similaires au dieu hindou Ganesh; Swami Gautama est prié pour apporter la chance. Il est de tradition de le solliciter pour le Nouvel An jaïn afin que l'année se passe bien.
Grâce à Swami Gautama, grâce aux ganadharas, Mahâvîra a su répandre la foi jaïne; à la répandre et à l'ancrer même sur le sous-continent indien, encore plus que le bouddhisme. Le sens de l'organisation des ganadharas y est pour beaucoup.